# Julian Aleksandrovič Skrjabin

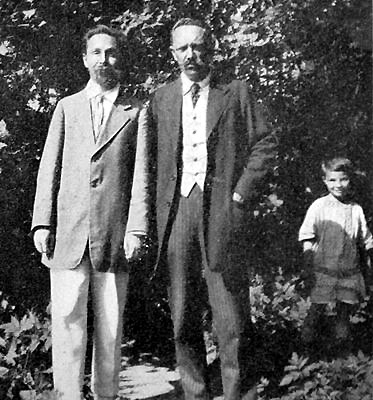
Julian Skrjabin (a destra) con il padre (a sinistra) Aleksandr Skrjabin. Al centro Jurgis Baltrušaitis. Foto del 1913

Julian Aleksandrovič Skrjabin (in russo Юлиан Александрович Скрябин?), e nella traslitterazione anglosassone Julian Scriabin, (Losanna, 12 febbraio 1908 – Kiev, 22 giugno 1919) è stato un pianista e compositore russo.

## Biografia
Figlio del compositore russo Aleksandr Skrjabin e di Tat'jana Fëdorovna Schlöezer, una sua allieva, fu considerato un bambino prodigio.
Si distinse come promettente compositore e pianista, scrisse quattro preludi tra il 1918 e il 1919, dai quali egli si evidenziò come una grande promessa. Diversi musicologi hanno descritto Julian come degno successore del talento artistico di suo padre così come uno dei primi compositori dell'avanguardia sovietica degli anni '20; le sue composizioni furono una reminiscenza dello stile degli ultimi anni di vita del padre, dal quale egli fu influenzato durante la sua crescita.

### Morte
Julian morì a Kiev nel 1919, all'età di undici anni, in circostanze poco chiare nel fiume Dnepr.
L'amico di famiglia degli Skrjabin e che viveva vicino a loro, il compositore Nikolaj Slonimskij, nelle sue memorie riportò che il 22 giugno, una domenica, mentre la madre di Julian in quel mese era a Mosca per motivi di affari, un docente di una scuola con i suoi piccoli allievi organizzò una gita con picnic in uno degli isolotti del fiume Dnepr, invitando a parteciparvi anche il ragazzo che, pur accettando di recarsi sul luogo, presto si allontanò da solo dalla compagnia degli altri bimbi in quanto si sentiva in imbarazzo con loro.
L'insegnante si accorse dell'assenza di Julian quando si era fatta ormai sera, e decise quindi di riportare prima i bambini a casa e poi tornare sul posto per partecipare alle ricerche di Julian, con l'aiuto di due pescatori esperti e a cui prestò assistenza lo stesso Slonimskij quando fu informato della scomparsa del ragazzo.
Julian fu ritrovato nel fiume in breve tempo con evidenti segni di annegamento; le circostanze della morte non vennero indagate, non c'era nessuno che poteva condurre un'autopsia o una visita medica. Il telegrafo non funzionava, e quindi era impossibile persino informare la madre Tat'jana della sventura occorsa al suo figlio prediletto.
Si ipotizzò che Julian fosse annegato in seguito ad un incidente di canottaggio al quale fu condotto da un suo amico, ma si tratta per lo più di supposizioni avanzate anni dopo gli eventi, poiché nessun testimone diretto ha mai riferito di quanto accaduto. Neppure fu considerato anomalo che nessuno l'avesse udito urlare o chiedere aiuto durante l'agonia, nonostante fosse separato dal resto della compagnia solo da un piccolo isolotto e un cespuglio; secondo la sua insegnante di musica, la pianista Nadežda Iosifovna Golubovskaja, che conosceva bene il ragazzo, egli non lo avrebbe mai fatto.
Julian venne sepolto, con rito ortodosso, nell'allora esistente cimitero sulla riva destra del fiume dove perì, nelle vicinanze della chiesa di San Nicola, considerata una delle necropoli aristocratiche più famose di Kiev, dove secondo la leggenda vi trovò la morte e fu sepolto anche il sovrano di Kiev Askold.
Attualmente in quel luogo si trova il parco della tomba di Askold, e la chiesa di San Nicola, dopo essere stata chiusa e riconvertita in un ristorante da parte delle autorità sovietiche nel 1921, con il contemporaneo smantellamento del cimitero circostante (e relativa traslazione o distruzione delle tombe ivi presenti, fra cui quella di Julian Skrjabin), è stata ricostruita com'era in origine dalla Chiesa greco-cattolica ucraina a cui fu ceduta dopo la nascita dello Stato Ucraina in seguito alla dissoluzione dell'Unione Sovietica. Nel 2017 vi è stato aggiunto anche un campanile.
Le spoglie di Julian Skrjabin non si sa più che fine abbiano fatto, sebbene nel libro di Faubion Bowers The New Scriabin: Enigma and Answers lo studioso sostenga che siano state trasportate a Mosca e sepolte nel cimitero di Novodevičij, dove riposa anche il padre, ma questa informazione non è stata riportata da nessun'altra fonte indipendente né esistono prove fotografiche o di altro tipo a sostegno di questa presunta traslazione e del punto esatto dove sarebbe stato poi sepolto a Mosca. 

## Opere

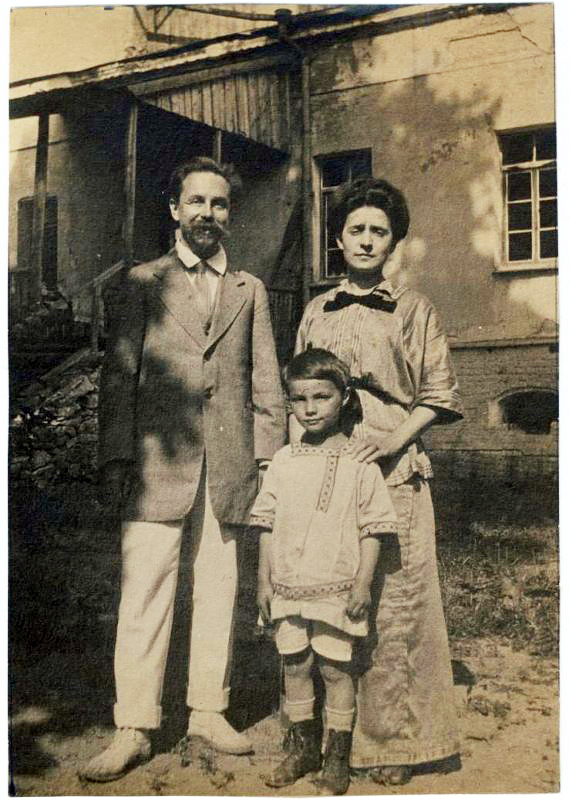
Julian con i genitori nell'estate del 1913

Sull'originalità delle opere di Julian vennero avanzati dubbi in particolare dal musicologo statunitense John Rodgers che, nel 1983 in un articolo sulla rivista 19th-Century Music, ne attribuì piuttosto al padre Aleksandr la composizione nel periodo 1907-08, che occuperebbero il "vuoto" lasciato nell'opus 55 di Aleksandr Skrjabin, e sarebbero un dono del padre al nascituro, quasi come una sorta di "dote". Dello stesso avviso era il musicologo belga Frans C. Lemaire, che riteneva che l'attribuzione della composizione dei preludi a Julian fosse il risultato di equivoci e incomprensioni, in quanto questi sarebbero stati intitolati dal padre come preludi di Julian. Tuttavia tale tesi non ha trovato prove a sostegno, contrastando in particolare con le osservazioni del musicologo Arnold Alshwang (1898–1960) che ebbe modo di ascoltare in prima persona l'esecuzione delle sue opere da parte del giovane, nonché analisi e considerazioni stilistiche di altri musicologi e critici come Irina Ivanova e Sergej Fedjakin; l'apparente eccessiva complessità e maturità dei lavori di Julian per un ragazzino di 10–11 anni era però coerente con il suo brillante percorso di studi e pratica testimoniato dai suoi docenti al Conservatorio di Kiev (ad esempio Reinhold Glière per la composizione, che ritenne che con la prematura scomparsa del ragazzo la cultura russa abbia perso un musicista che poteva diventare un grande compositore) dove Julian si diplomò con il massimo dei voti e con lode a giugno del 1919 superando brillantemente tutti gli esami, il più giovane degli studenti a riuscirvi. I contemporanei di Julian non avevano dubbi che egli compose le proprie musiche da solo.

### Composizioni
- Preludio per pianoforte, "Lento/Presto", op. 2 (1918)
- Preludio per pianoforte, op. 3 n. 1 (1918)
- Preludio per pianoforte, op. 3 n. 2 (1918)
- Preludio per pianoforte (1919)

## Discografia
- 2000 – Evgeny Zarafiants, Scriabin: Preludes vol. 2 Four Preludes by Julian Scriabin., CD, NAXOS 8.554155
- 2012 – Maria Lettberg, Alexander Scriabin, Julian Scriabin | Opus Posthum: Frühes klavierwerk, CD, ES-Dur ES 2040 4015372820404, Germania